# Shai Hoffmann
Pour les articles homonymes, voir Hoffmann.
Shai Hoffmann est un acteur de séries télévisées allemand né le 22 février 1982 à Berlin.

## Filmographie
- 2005 : Au rythme de la vie (Gute Zeiten, schlechte Zeiten) (série télévisée) : Jürgen Fahle
- 2005–2006 : Le Destin de Lisa (série télévisée) : Alexandre Greifenhagen
- 2006 : Ninas Welt (série télévisée) : Felix Milan
- 2008 : Verbotene Liebe (série télévisée) : Fanian Brandner